# 리처드 코디
리처드 제임스 코디(Richard James Codey, 1946년 11월 27일, 뉴저지주 오렌지시티 ~ )은 미국의 정치인으로 뉴저지주 주지사 권한대행 및 제53대 뉴저지주 주지사이다.

## 학력
- 페얼리 디킨슨 대학교 인문사회 학사

## 경력
- 1974.01 ~ 1982.01 제196·197·198·199대 제26구 하원의원
- 1982.01 ~ 2024.01 200~220대 뉴저지 제27구 상원의원
- 1998.01 ~ 2002.01 뉴저지 상원 소수당 대표
- 2002.01 ~ 2004.01 제111대 뉴저지 상원 공동의장
- 2002.01 ~ 2002.01 뉴저지 주지사 권한대행
- 2004.11 ~ 2006.01 제53대 뉴저지 주지사
- 2008.01 ~ 2010.01 제113대 뉴저지 상원의장

## 역대 선거 결과
| 선거명      | 직책명                       | 대수  | 정당   | 득표율 | 득표수   | 결과 | 당락               |
| ----------- | ---------------------------- | ----- | ------ | ------ | -------- | ---- | ------------------ |
| 1973년 선거 | 하원의원 (뉴저지 제26선거구) | 196대 | 민주당 | 35.68% | 30,282표 | 1위  | 뉴저지 주의원 당선 |
| 1975년 선거 | 하원의원 (뉴저지 제26선거구) | 197대 | 민주당 | 35.90% | 22,618표 | 1위  | 뉴저지 주의원 당선 |
| 1977년 선거 | 하원의원 (뉴저지 제26선거구) | 198대 | 민주당 | 36.30% | 25,605표 | 1위  | 뉴저지 주의원 당선 |
| 1979년 선거 | 하원의원 (뉴저지 제26선거구) | 199대 | 민주당 | 36.07% | 14,320표 | 1위  | 뉴저지 주의원 당선 |
| 1981년 선거 | 상원의원 (뉴저지 제27부)     | 200대 | 민주당 | 73.90% | 30,403표 | 1위  | 뉴저지 주의원 당선 |
| 1983년 선거 | 상원의원 (뉴저지 제27부)     | 201대 | 민주당 | 75.18% | 18,943표 | 1위  | 뉴저지 주의원 당선 |
| 1987년 선거 | 상원의원 (뉴저지 제27부)     | 203대 | 민주당 | 76.40% | 17,064표 | 1위  | 뉴저지 주의원 당선 |
| 1991년 선거 | 상원의원 (뉴저지 제27부)     | 205대 | 민주당 | 68.14% | 19,677표 | 1위  | 뉴저지 주의원 당선 |
| 1993년 선거 | 상원의원 (뉴저지 제27부)     | 206대 | 민주당 | 75.11% | 33,138표 | 1위  | 뉴저지 주의원 당선 |
| 1997년 선거 | 상원의원 (뉴저지 제27부)     | 208대 | 민주당 | 79.45% | 35,770표 | 1위  | 뉴저지 주의원 당선 |
| 2001년 선거 | 상원의원 (뉴저지 제27부)     | 210대 | 민주당 | 64.69% | 35,237표 | 1위  | 뉴저지 주의원 당선 |
| 2003년 선거 | 상원의원 (뉴저지 제27부)     | 211대 | 민주당 | 65.78% | 17,220표 | 1위  | 뉴저지 주의원 당선 |
| 2007년 선거 | 상원의원 (뉴저지 제27부)     | 213대 | 민주당 | 78.77% | 23,631표 | 1위  | 뉴저지 주의원 당선 |
| 2011년 선거 | 상원의원 (뉴저지 제27부)     | 215대 | 민주당 | 61.81% | 27,089표 | 1위  | 뉴저지 주의원 당선 |
| 2013년 선거 | 상원의원 (뉴저지 제27부)     | 216대 | 민주당 | 59.25% | 34,291표 | 1위  | 뉴저지 주의원 당선 |
| 2017년 선거 | 상원의원 (뉴저지 제27부)     | 218대 | 민주당 | 69.70% | 43,066표 | 1위  | 뉴저지 주의원 당선 |
| 2021년 선거 | 상원의원 (뉴저지 제27부)     | 220대 | 민주당 | 64.87% | 50,604표 | 1위  | 뉴저지 주의원 당선 |